# Centroscyllium
Centroscyllium ist eine Haigattung aus der Familie der Laternenhaie (Etmopteridae). Sechs der bekannten sieben Arten kommen im Pazifik und im Indischen Ozean vor, eine lebt im Atlantik.

## Merkmale
Centroscyllium-Arten erreichen ausgewachsen eine Gesamtlänge von 84 bis 107 cm. Die Haie sind sowohl auf der Rückenseite als auch auf der Bauchseite grau bis schwarzbraun gefärbt. Einige Abschnitte der Flossen können auch weißlich sein. Der bei einigen Arten der verwandten Gattung Etmopterus vorhandene weiße Fleck am Rand des oberen Augenlids fehlt stets. Die Augen sind relativ groß. Der Rumpf ist mäßig schlank oder stämmig. Der Kopf ist flach und breiter als hoch. Die Schnauze ist kurz, abgeflacht und abgerundet oder leicht zugespitzt. Ihre Länge liegt zwischen der Maulbreite und der Hälfte der Maulbreite. Das Maul ist unterständig, bogenförmig und reicht hinten nicht bis hinter die Augen. Labialfalten und Labialfurchen sind vorhanden. Die Zähne in Ober- und Unterkiefer sind ähnlich und mehrspitzig. Im Oberkiefer stehen 45 bis 75 Zahnreihen, im Unterkiefer sind es 43 bis 76. Die fünf Kiemenöffnungen auf jeder Seite sind gleich groß oder sie werden nach hinten zunehmend größer. Die Spritzlöcher sind oval und kleiner als die Augen. Wie bei allen Dornhaiartigen fehlt die Afterflosse. Vor den beiden Rückenflossen befinden sich je ein Stachel. Die Stacheln sind lang, gekrümmt und normalerweise kräftig ausgebildet. Der zweite Rückenflossenstachel ist viel größer als der erste mit einer Spitze, die sich direkt unter oder auf Höhe der Spitze der zweiten Rückenflosse befindet. Die Rückenflossen sind kurz und hoch. Der Ansatz der ersten Rückenflosse liegt auf Höhe der freien hinteren Spitzen der Brustflossen. Sie ist viel kürzer als der Abstand zwischen den beiden Rückenflossen. Die zweite Rückenflosse ist normalerweise deutlich größer als die erste, aber bei einigen Arten aber nur etwas größer oder gleich groß. Die Körperseiten sind nur spärlich mit weit voneinander entfernten Placoidschuppen besetzt, die sternförmige Basen haben und mit stumpf konischen, dornen- oder borstenartigen Höckern versehen sind. Centroscyllium-Arten besitzen sehr kleine Leuchtorgane, die auf der Bauchseite sehr viel dichter stehen als auf der Rückenseite. Auf der Rückenseite können sie auch vollständig fehlen. Insgesamt haben Centroscyllium-Arten 81 bis 97 Wirbel, davon sind 54 bis 67 Präcaudalwirbel und 29 bis 31 Caudalwirbel. Die Anzahl der Umgänge im Spiraldarm beträgt 4 bis 10.

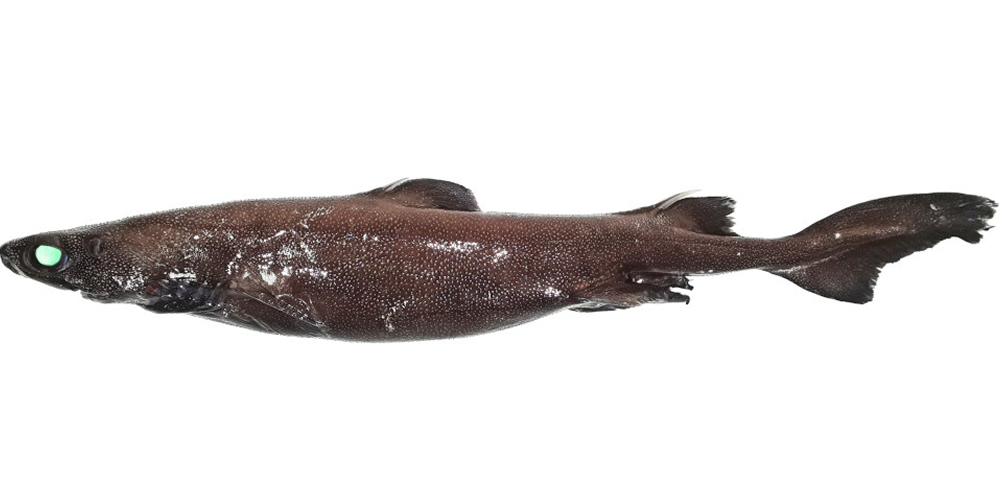
Centroscyllium granulatum

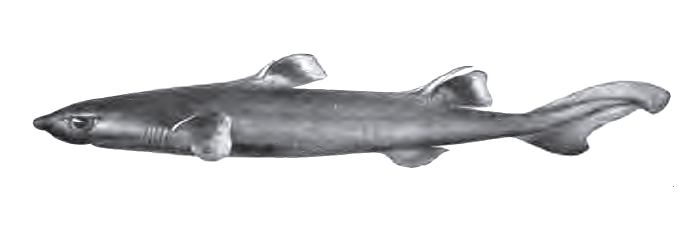
Centroscyllium ritteri

## Arten
Fishbase listet 7 Arten:
- Centroscyllium excelsum Shirai & Nakaya, 1990
- Centroscyllium fabricii (Reinhardt, 1825)
- Centroscyllium granulatum Günther, 1887
- Centroscyllium kamoharai Abe, 1966
- Centroscyllium nigrum Garman, 1899
- Centroscyllium ornatum (Alcock, 1889)
- Centroscyllium ritteri Jordan & Fowler, 1903